# Ronald Reagan
Ronald Wilson Reagan (Tampico, Illinois, 6. veljače 1911. – Bel Air, Kalifornija, 5. lipnja 2004.), američki političar, 40. predsjednik SAD (1981. – 1989.) i 33. guverner Kalifornije (1967. – 1975.)
Prije ulaska u politiku Reagan je radio kao sportski komentator, filmski glumac i predsjednik američkog Ceha filmskih glumaca (Screen Actors Guild). Početkom šezdesetih godina prešao je iz Demokratske u Republikansku stranku i 1966. godine pobijedio na izborima za guvernera Kalifornije s konzervativnim gospodarskim i socijalnim programom.
Reagan je na predsjedničkim izborima 1980. godine uvjerljivo pobijedio demokratskog predsjednika Jimmyja Cartera koji se borio za svoj drugi mandat, a njegova je pobjeda pomogla i drugim kandidatima Republikanske stranke, jer je uspjela povećati broj zastupnika u Senatu za 12, čime je nakon 28 godina povratila senatsku većinu (Demokrati su ostali u većini u Zastupničkom domu). U vrijeme stupanja na dužnost Reagan je imao 69 godina postavši time tada najstarijim izabranim američkim predsjednikom. Bio je prvi Republikanac kojemu je još od 1888. godine pošlo za rukom pobijediti demokratskog predsjednika u borbi za drugi mandat. Godine 1984. još je jednom uvjerljivo pobijedio na predsjedničkim izborima porazivši Carterovog potpredsjednika Waltera Mondalea i osvojivši većinu glasova u 49 od 50 američkih saveznih država i gotovo 60% svih glasova birača.
Razdoblje njegova dva mandata u Bijeloj kući bilo je prekretnica za američke Republikance i cijeli konzervativni pokret. Među najznačajnije Reaganove poteze spadali su potpuni zaokret u gospodarskoj politici (Reaganomics, smanjenje dotada izuzetno visokih poreza, osobito za bogatije) te zaoštravanje hladnoratovskog sukoba sa Sovjetskim Savezom i drugim komunističkim režimima širom svijeta (u drugom je mandatu Reagan napustio politiku konfrontacije i uspostavio dotada nezabilježenu razinu dijaloga sa sovjetskim vođom Mihailom Gorbačovom).
Šest godina nakon napuštanja Bijele kuće, u studenom 1994. godine, objavio je da boluje od Alzheimerove bolesti. Umro je 2004. godine u dobi od 93 godine.

## Rani život
Ronald Wilson Reagan se rodio 6. veljače 1911. godine kao drugi sin Johna Edwarda Reagana, pekara irskog porijekla i katolika po vjeri, te Nellie Clyde Wilson, koja je bila škotskog porijekla i prezbiterijanka po vjeri. Reagan je bio kršten kao katolik, ali je pod utjecajem majke prihvatio prezbiterijanstvo kao svoju vjeru.
Mladi Reagan je diplomirao ekonomiju i sociologiju na lokalnom Eureka Collegeu. Nakon toga se zaposlio kao sportski komentator na lokalnim stanicama WOC u Davenportu, te WHO u Des Moinesu. Tamo je pokazao veliki talent za govorništvo i imaginaciju, te privukao pažnju komentiranjem susreta bejzbol tima Chicago Cubs.

## Hollywoodska karijera
Godine 1937. Reagan je pratio Chicago Cubse na njihovom proljetnom treningu u Kaliforniji, te su ga tamo zapazili holivudski producenti, smatrajući kako bi zbog markantnog izgleda i govorničkih vještina mogao biti dobar glumac. Tvrtka Warner Bros je s njim iste godine sklopila ugovor temeljem koga je morao nastupiti u najmanje sedam filmova.
Prvi Reaganov film je bio Love Is In the Air, iz 1937. godine. U sljedeće dvije godine je snimio 19 filmova, međutim svi oni su uglavnom pripadali B-produkciji. 
Godine 1940. je snimio film Knute Rockne, All American, biografski film posvećenom legendarnom treneru američkog nogometa Knut Rockneu. U njemu je Reagan glumio lik legendarnog igrača Georga "The Gipper" Gipa, te poslije stekao nadimak "Gipper" koji će s ponosom nositi do kraja živote. Iste godine je snimio i vestern Santa Fe Trail, gdje je tumačio mladog Georgea Armstronga Custera.
Iste godine se Reagan vjenčao s glumicom Jane Wyman, s kojom će imati kći Maureen (1941. – 2001.), usvojenog sina Michaela (1945-), te kći Christine, koja je umrla nakon ubrzo nakon poroda 1947. godine
Reagan je 1935. godine stekao čin rezervnog poručnika u Vojsci SAD-a, ali mu je u studenom 1941. godine, nedugo pred ulazak SAD u Drugi svjetski rat, dijagnosticiran astigmatizam, zbog koga nije mogao sudjelovati u borbenim operacijama. Nakon napada na Pearl Harbor ga vojska aktivirala, ali kao pripadnika Prve filmske jedinice pri ratnom zrakoplovstvu, čiji je zadatak bio pravljenje obrazovnih filmova. Reagan je cijeli rat ostao u Hollywoodu, a snimio je i propagandni mjuzikl In the Army.
1930-ih i ranih 1940-ih godina je Reagan bio vatreni pristaša predsjednika Roosevelta, Demokratske stranke i New Deala. Prema nekim izvorima u Hollywoodu su njegovi stavovi postali još više lijevo orijentirani, te je koketirao s komunizmom, a navodno čak kraće vrijeme i bio članom KPSAD.
Nakon završetka rata, Reagan je počeo sve manje snimati filmove, a sve više se baviti politikom, pri čemu su njegovi stavovi, djelomično pod utjecajem supruge Jane Wyman, postali sve više desno orijentirani. Godine 1947. je izabran za predsjednika glumačkog sindikata SAG. Na tom je mjestu ostao do 1952. godine, a pred kraj mandata se istakao uspješnim pregovorima po pitanju honorara za glumce koji nastupaju na novom mediju televizije. Zbog toga je među svojim kolegama stekao popularnost koja će mu kasnije dosta pomoći u političkoj karijeri.
Mandat na čelu SAG-a je također ostao zabilježen po nastojanju da se ta organizacija okrene udesno, odnosno ogradi od reputacije Hollywooda kao legla lijevih, socijalističkih i komunističkih ideja, zbog kojih su mnogi njegovi predstavnici došli na udar makartističkih progona. Reagan i njegova supruga su u to vrijeme radili kao tajni doušnici FBI - otkucavajući kolege za koje su vjerovali da su komunisti ili sovjetski agenti. 
Reagan se 1948. godine razveo od Jane Wyman. Iste je godine na izborima javno podržavao predsjednika Harryja Trumana, nakon čega se počeo sve više ograđivati od demokrata te, iako je zadržao članstvo, prihvaćati desne liberalne laissez faire ideje, odnosno platformu Republikanske stranke. 
Godine 1952. se oženio s glumicom Nancy Davis, s kojom će imati dvoje djece - kći Patti (1952.-) i sina Rona (1958.-).
1950-ih godina se Reagan uglavnom orijentirao na televizijsku karijeru, te postao voditelj popularne dokumentarne emisije Death Valley Days, posvećene povijesti Divljeg zapada. S vremenom je otkupio autorska prava na emisiju, a njegovim prihodima je pomoglo i promoviranje tvrtke General Electric.

## Rana politička karijera
Iako je na predsjedničkim izborima podržavao republikance kao što su Eisenhower i Nixon, Reagan je početkom 1960-ih još uvijek formalno bio član Demokratske stranke. Međutim, s vremenom su njegovi stavovi u financijskim, pa i društvenim pitanjima, postali toliko konzervativni s ostatkom stranke, koji je, pogotovo u Kaliforniji, skretao ulijevo. 
Zbog toga se Reagan priključio republikancima, te odmah stekao niz važnih poznanstava, pogotovo s Nixonom. Godine 1964. je tako sudjelovao na republikanskoj izbornoj konvenciji, gdje se istakao kao jedan od predvodnika nove, konzervativne struje koja je, nasuprot liberalno nastrojenim vođama stranke s Istočne obale, nastojala republikance učiniti ideološki različitim od demokrata. Iako je na toj konvenciji izabrani kandidat Barry Goldwater teško poražen na izborima, Reagan se nametnuo kao jedan od najblistavijih zvijezda stranke, te je izborio kandidaturu za guvernera Kalifornije 1966. godine.
U studenom iste godine je pobijedio popularnog demokratskog guvernera Pata Browna, te postao 33. po redu guverner Kalifornije.
Reaganov prvi mandat je započeo 3. siječnja 1967. godine te koincidirao s izbijanjem velikih rasnih nemira, kao i demonstracija i drugih protesta protiv rata u Vijetnamu. Potonji su pogotovo bili snažni na sveučilištima, uključujući Berkeley, koji je tada stekao reputaciju uporišta ekstremne ljevice. Konzervativni Reagan se također morao suočiti s pokretom koji je zagovarao slobodnu ljubav, upotrebu droga i radikalno odbacivanje cijelog društvenog sistema. 
Reagan se 1968. godine pokušao izboriti za republikansku nominaciju za predsjednika, ali je njegova kampanja brzo ugušena zahvaljujući Richardu Nixonu, koji je osvojio nominaciju, a i same izbore.
Reagan se tom pokretu suprotstavio odlučnim policijskim akcijama, kao i slanjem Nacionalne garde kojom je 1969. godine skršena pobuna ljevičarskih studenata u People's Parku kraj Berkeleya. 
Reagan je ponovno izabran za guvernera godine 1970. godine. Sljedeće godine je zajedno s demokratskom većinom u kalifornijskoj skupštini proveo opsežnu reformu socijalnog sistema.
Reagan se kao guverner također istakao i po protivljenju velikim federalnim građevinskim projektima, za koje je držao da ne samo predstavljaju preveliki porezni teret, nego i prijeti okolini.
Reagan je, kao konzervativac, bio žestoki zagovornik smrtne kazne, ali su njegova nastojanja da je primijeni bilo sprječavalo tada pretežno liberalno sudstvo, uključujući i Vrhovni sud SAD koji je za vrijeme njegovog mandata uveo privremeni moratorij na njenu primjenu. Usprkos tome, Reagan je ostao zabilježen kao posljednji guverner Kalifornije koji je pomilovao osuđenika na smrt.
Reagan se, s druge strane, zalagao protiv prakse koju je smatrao gaženjem ljudskih prava, što je po njemu, uključivalo smještanje psihičkih bolesnika u bolnice protiv njihove volje. Zbog toga se zalagao za zatvaranje državnih psihijatrijskih bolnica te njihovu zamjenu privatnim i dobrotvornim institucijama. Iako su ta nastojanja dobila podršku dijela liberalne javnosti, kao i antipsihijatrijskog pokreta, danas ih mnogi tumače kao jednim od uzroka eksplozije beskućništva na kalifornijskim i drugim američkim ulicama.
Reagan se zbog odredbi kalifornijskog ustava nije mogao kandidirati za treći mandat, pa je početkom 1975. godine odlučio kapital vođe konzervativne frakcije u Republikanskoj stranci i popularnog guvernera velike države iskoristiti kako bi se ponovno natjecao za predsjednika SAD.

## Predsjedničke kampanje
Činilo se da će 1976. godine pri tome imati relativno lak zadatak, jer je republikanski predsjednik Gerald Ford bio opterećen repovima vijetnamskog rata, afere Watergate i ekonomskom krizom. Reagan ga je u svojoj kampanji napao i zbog prevelike popustljivosti Sovjetima u hladnom ratu, a detant je smatrao izdajom svih načela na kojima bi SAD trebala biti sazdana. Ti stavovi su imali snažan odjek među glasačima Republikanske stranke, pa je sve do same konvencije bilo sasvim neizvjesno hoće li kao kandidat biti izabran Ford ili Reagan. Na kraju je za nekoliko glasova Ford odnio pobjedu, ali je Reagan u svom govoru - kojim je zahtijevao radikalno odbacivanje ideja New Deala kao i društvenih reformi 1960-ih godina - zasjenio sve na konvenciji.
Ford je, usprkos velikog umijeća i iznenađujuće dobre kampanje, ipak tijesno poražen od demokratskog kandidata Jimmyja Cartera. No, i na izborima se pokazao rast Reaganove popularnosti, kada je jedan od birača izabran na Fordovoj listi svoj glas simbolički dao Reaganu.
Carterov predsjednički mandat je obilježilo dalje slabljenje američke vojne, političke i ekonomske moći, kao i pad životnog standarda američkih građana. Kruna svega je bilo nacionalno poniženje izazvano iranskom talačkom krizom. U takvoj atmosferi se početkom 1980. godine Reagan je vjerovao da će glasači imati više razumijevanja za njegov radikalni zaokret udesno kao rješenje američkih problema. Međutim, prije toga je trebalo osvojiti kandidaturu vlastite stranke, čije umjereno krilo je kao svog kandidata istaklo Georgea H.W. Busha. Iako je Bush osvojio većinu na prvim stranačkim zborovima u Iowi, u žestokim televizijskim debatama je Reagan izašao kao pobjednik i osvojio preliminarne izbore u New Hampshireu, te se s vremenom nametnuo kao najizgledniji kandidat.
Kada je u srpnju održana konvencija, Reagan je glatko dobio kandidaturu za predsjednika, ali još nije bilo jasno tko će mu biti potpredsjednički kandidat. Sam Reagan je mislio to mjesto ponuditi Fordu, ali je plan propao nakon inzistiranja da Reaganu neprihvatljivi Henry Kissinger i Alan Greenspan dobiju mjesta u kabinetu. Umjesto toga se Reagan okrenuo Bushu koji će postati njegov potpredsjednički kandidat.
Reagan se relativno brzo nametnuo kao favorit u predsjedničkoj utrci protiv Cartera, opterećenog sramotnim neuspjesima vanjske i ekonomske politike. Reagan je birače osvojio optimističkom retorikom koja je obećavala povratak prosperiteta ako se osvoji radikalni zaokret u ekonomskoj politici, smanje porezi i eliminira država blagostanja. Također se zalagao i za povećanje vojnog budžeta kako bi se SAD mogle suprotstaviti SSSR-u oružanom silom.
S obzirom na Carterovu nepopularnost, najozbiljniju prijetnju Reaganovoj kampanji je predstavljala kandidatura liberalnog republikanca Johna Bayarda Andersona, prethodno poraženog na stranačkim izborima. Međutim, to nije bilo dovoljno da spriječi Reagana da osvoji 50,7 % glasova, te uvjerljivu većinu u izbornom kolegiju. Uz samog Reagana je tada veliki broj republikanskih kandidata na izborima za Kongres i druge funkcije porazio demokrate, pa su tako republikanci po prvi put nakon dugo vremena dobili većinu u Senatu. Taj radikalni zaokret udesno - koji se tumači demografskim i kulturnim promjenama, odnosno početkom dominacije južnih i zapadnih država u američkoj politici - se naziva Reaganova revolucija.

## Predsjednik SAD-a

### Prvi mandat (1981. – 1985.)
Kada je stupio na dužnost 20. siječnja 1981. godine, Reagan je imao 69 godina te tako postao najstariji predsjednik u američkoj povijesti. Međutim, s obzirom na energiju i macho image koji je pokazao tokom kampanje, malo tko je u obzir uzimao njegovu dob i zdravstvene probleme koji su mogli utjecati na njegovo predsjedništvo.
Sve se to promijenilo kada je 30. ožujka 1981. godine John Hinckley Jr., propali student opsjednut s glumicom Jodie Foster, pokušao impresionirati svoju nesuđenu ljubav ubojstvom tako što će ubiti predsjednika SAD. Hinckley je uspio na Reagana i njegovu pratnju ispaliti nekoliko hitaca iz revolvera. Tom prilikom su pogođeni Reagan, njegov sekretar za tisak James Brady i još dvije osobe. Reagan je tek naknadno shvatio da je ranjen te su ga u posljednjem trenutku odveli u bolnicu gdje mu je krajnjim naporom spašen život. Nekoliko mjeseci kasnije Reagan se oporavio, ali su ozljede bile teže nego što je u početku saopćeno javnosti. Vjeruje se da je ranjavanje ostavilo određene posljedice na njegove mentalne sposobnosti.
Reaganov prvi zadatak nakon dolaska na dužnost bilo je poboljšanje ekonomske situacije u SAD, oličenje u stagflaciji na kraju Carterovog mandata. Reaganov recept za rješenje tog problema se nalazio u monetarističkoj ekonomskoj politici, kao i neoliberalnoj ideologiji. Reagan je smatrao da je prevelika uloga države u ekonomiji izvor svih problema, pa je odmah krenuo s mjerama deregulacije tržišta i drastičnog smanjenja poreza. Tako je država ostala bez velikih dijela prihoda, ali je Reagan na to odgovarao isto tako drastičnim kresanjem rashoda, uglavnom u socijalnoj sferi. 
Reaganovoj ekonomskoj politici su se žestoko opirali demokrati u Kongresu, a u prve dvije godine je izazvala dodatno pogoršanje ekonomske situacije, koja se odrazila i na poraz republikanaca na kongresnim izborima u jesen 1982. godine. Međutim, Reagan je uporno vjerovao da će korporacije i privatni sektor, lišeni poreznih opterećenja, početi bolje poslovati, te tako dati ekonomsku podlogu kako za novo blagostanje, tako i porast poreznih prihoda. Ekonomski program, nazvan reaganomika je od početka 1983. godine počeo davati dobre rezultate te doveo do postupnog smanjenja inflacije, nezaposlenosti te porasta životnog standarda.
Dok su svi ostali budžetskih rashodi doživljavali kresanje, dotle je Reagan inzistirao na povećanju vojnog budžeta. Cilj je bio odgovoriti na novu eskalaciju hladnog rata, odnosno suprotstaviti se agresivnoj sovjetskoj politici u Trećem svijetu kako jačanjem američke oružane moći, tako i sve agresivnijoj vanjskom politikom, pri čemu nisu više bile isključene ni vojne mjere koje bi mogle dovesti do oružanih sukoba.
Tako su se već 1981. godine zabilježili oružani incidenti s Libijom, koja je u to vrijeme bila sovjetski saveznik. Istovremeno je intenzivirana podrška mudžahedinima koji su se borili protiv Sovjeta u Afganistanu, kao i pokretu Solidarnost u Poljskoj. Uvođenje ratnog stanja u Poljskoj u prosincu 1981. godine je, pak, poslužilo kao izgovor za jačanje antisovjetske i antikomunističke retorike, dok se istovremeno, usprkos protivljenja pacifističke javnosti u Europi intenziviralo postavljanje nuklearnih raketa srednjeg dometa u Zapadnoj Njemačkoj, što je izazvalo strah da bi Sovjeti, uplašeni za sigurnost svoje teritorije, mogli poduzeti preventivnu invaziju i tako započeti treći svjetski rat. 
Jedan od razloga za eskalaciju hladnog rata bio je i osjećaj nesigurnosti SAD izazvan dolaskom sandinističkog režima na vlast u Nikaragvi. S obzirom na to da su se sandinisti povezali s komunističkom Kubom, a preko nje i Moskvom, Reagan je to shvatio kao dio plana da se komunistička revolucija preko Centralne Amerike širi u Meksiko i tako ugroze južne američke granice. U tu svrhu je intenzivirana podrška desničarskim režimima u Gvatemali i Salvadoru, gdje su se vodili krvavi ratovi protiv ljevičarskih gerilaca. Istovremeno su poduzeti koraci s ciljem likvidacije sandinističkog režima u Nikaragvi, koji su se sveli na obučavanje i opremanje antisandinističkih kontraša, kao i miniranje nikaragvanskih luka koje je izvela CIA. To je mnoge navelo na pomisao da je američka invazija Nikaragve prilično izgledna.
Spremnost SAD da, prvi put nakon Vijetnamskog rata, u širem opsegu koristi oružanu silu je u listopadu 1983. godine demonstrirana prilikom invazije malog karipskog otoka Grenada, gdje su veze tamošnje komunistička vlade s Kubom protumačene kao ugrožavanje američkih starteških interesa. Koristeći ugroženost nekoliko američkih studenata kao povod, američki marinci su se iskrcali i nakon kraćih borbi zauzeli otok, nakon čega je srušen tamošnji komunistički režim. Ta je Reaganova akcija - prvi slučaj da je američkim oružjem srušen komunistički režim - je shvaćena kao poraz SSSR-a u hladnom ratu, te se smatra jednom od prekretnica njegovog mandata. 
Međutim, sve vrijeme su postojali strahovi da će sukob sa SSSR-om eskalirati. Tome je doprinio i sam Reagan s nekoliko neopreznih izjava, gdje je najavljivao uništenje SSSR-a kao carstva zla, kao i povezanost njegove administracije s američkom krajnjom desnicom, u kojoj su sve veću ulogu igrali protestantski fundamentalisti. Među tim krugovima je postojalo mišljenje kako je nuklearni rat u kojem bi SAD uništilo SSSR ništa drugo od ispunjenje biblijskih proročanstava. Sve je to godine 1983. za vrijeme Operacije Able Archer 83, vježbe prilikom koje su SAD testirale proceduru za slučaj nuklarnog napada, sovjetsko rukovodstvo dovelo do zaključka da je u pitanju izbijanje pravog nuklearnog rata i umalo dovelo do preventivnog udara. 
Reagan je tek kasnije saznao za moguće posljedice te vježbe, te je odlučio postupno početi smanjivati napetosti, ali je hladnoratovska retorika zadržana, dijelom i zbog predsjedničkih izbora 1984. godine. U međuvremenu je u nastojanju da se SAD zaštiti od sovjetskih nuklearnih udara započet ambiciozni projekt Strateške obrambene inicijative, koji je trebao dovesti do stvaranja proturaketnih sistema u Zemljinoj orbiti, zbog čega je dobio nadimak "Ratovi zvijezda".
I dok su SAD pod Reaganom konačno počele pobjeđivati u hladnom ratu, dotle su neki drugi aspekti američke vanjske politike doživjeli neuspjeh. Jedan od njih je bila nesposobnost Reaganove administracije da zaustavi Falklandski rat 1982. godine, pri čemu se ona našla rastrgnuta između zagovornika podrške starom savezniku Ujedinjenom Kraljevstvu i zagovornika podrške ekstremno antikomunističkom režimu Argentine.
Iste godine je američka vlada, nakon izraelske invazije Libanona, vojno intervenirala zajedno s francuskim i talijanskim snagama kako bi konačno zaustavila Libanonski građanski rat, iz te zemlje izbacila prosovjetske sirijske snage i konačno instalirala proamerički i proizraelski režim. Međutim, taj je napor doživio opći fijasko, simboliziran u masovnoj pogibiji američkih marinaca i njihovom kasnijem povlačenju. Ti su događaji, između ostalog, doveli do jačanja islamskog fundamentalizma na Bliskom Istoku, te jačanja utjecaja Irana na tamošnja zbivanja.
Prvi Reaganov mandat je označio i početak epidemije AIDS-a, koji je posebno pogodio američku homoseksualnu zajednicu. Reagana se često optužuje da je iz ideoloških razloga i homofobije ignorirao cijeli problem, odnosno blokirao financijska sredstva kojima se ta bolest mogla zaustaviti. U američkim homoseksualnim krugovima ga zbog toga često smatraju monstrumom u rangu Hitlera i Staljina.
Usprkos toga, kod većine Amerikanaca je Reagan uživao ogromnu popularnost te je u predsjedničku utrku 1984. godine ušao kao veliki favorit. Kampanji mu je, između ostalog, pridonijela i Olimpijada u Los Angelesu koja je SAD nakon dugo vremena predstavila kao veliku, samopouzdanu silu konačno lišenu vijetnamskih, votergejtskih i drugih trauma. Njegov demokratski protukandidat Walter Mondale nije imao nikakve šanse, te je usprkos par gafova u televizijskim debatama u studenom 1984. godine izabran s jednim od najuvjerljivijih rezultata u povijesti predsjedničkih izbora.

### Drugi mandat (1985. – 1989.)
Nakon pobjede na predsjedničkim izborima, Reagan je svoju vanjsku politiku preorijentirao na postupnu deeskalaciju hladnog rata. Pri tome je važnu ulogu igrao dolazak Mihaila Gorbačova na čelo SSSR-a u ožujku 1985. godine te promoviranje reformističke politike perestrojke i glasnosti. Reagan je to ispravno protumačio kao znak slabosti sovjetske države, odnosno njenu nesposobnost da se ravnopravno suprotstavi financijski i tehnološki superiornom zapadnom bloku. Međutim, umjesto da nastavi pritisak, Reagan je odlučio miroljubivom politikom spriječiti nepotrebne komplikacije, pa je s Gorbačovom postupno ustanovio partnerstvo nakon prvog samita u Ženevi krajem 1985. godine. 
Otopljavanje odnosa sa SSSR-om, s druge strane, nije značilo prekid novog, agresivnijeg kursa prema državama Trećeg svijeta koji su se držali prijetnjom američkim interesima. Tako je metom postala Libija i njen vođa Moamer el Gadafi, optuženi za pomaganje terorističkih napada na američke ciljeve u Europi. U proljeće 1986. godine je nakon serije zračno-pomorskih incidenata iznad Zaljeva Sidra došlo do velikog zračnog napada na Libiju, pri čemu je umalo ubijen Gadafi. 
Reagan je nastavio i s politikom podrške kontrašima, kao i desničarskim režimima u Centralnoj Americi. Međutim, u slučaju Nikaragve su mu bile vezane ruke zbog demokratskog Kongresa koji se plašio novog vijetnamskog rata. Neki članovi Reaganove administracije su tada došli na ideju da sredstva za pomoć kontrašima prikupljaju prodajom oružja Iranu, koji je u to vrijeme bio u dugogodišnjem ratu s Irakom. Iako su SAD tada oružjem i opremom i na drugi način pomagali Sadamov Irak, vladalo je mišljenje kako bi prodaja oružja Iranu mogla pomoći odmrzavanju odnosa, kao i pomoći puštanju američkih talaca koje su držali pro-iranske šijitske milicije u Libanonu. 
Taj su plan, međutim, krajem 1986. godine otkrili američki mediji te se pretvorio u aferu Iran-Contra, najveći skandal od vremena afere Watergate. Ona je ozbiljno uzdrmala Reaganovu administraciju i kraće vrijeme dovela do pada dotada nedodirljive Reaganove popularnosti. Pokušaj demokratskog Kongresa da Reaganu učini isto što i Nixonu nije uspio, dijelom zato što je Reagan uspio uvjeriti javnost da nije znao što mu rade potčinjeni. S druge strane, to je dovelo do prvih sumnji u njegov autoritet i mentalne sposobnosti, pa su se posljednjih godina mandata počele javljati i glasine da je Nancy Reagan pravi predsjednik SAD.
S druge strane, očuvanju Reaganove popularnosti je pridonio i nastavak pozitivnih ekonomskih trendova, odnosno vidljivi porast sveopćeg blagostanja i životnog standarda u usporedbi s 1970-im godinama. On je jedan od svojih najvidljivijih odraza imao u fenomenu tzv. yuppie kulture koja se obično vezuje uz Reaganovo doba.
Dok je vanjska politika SAD u drugom mandatu postupno bila lišena ideologije, Reagan je svoja konzervativna uvjerenja nastojao progurati u sferi unutrašnje politike. Tako je Reagan pokušao nominacijom konzervativnih sudaca promijeniti dotada liberalni sastav Vrhovnog suda SAD, ali ti pokušaji uglavnom nisu imali uspjeha - dijelom zbog toga što neki kandidati, kao Robert Bork, nisu potvrđeni od demokratskog Senata, a dijelom zbog toga što su neki od postavljenih sudaca u svojoj kasnijoj praksi pokazali liberalna ili umjerena uvjerenja.
Reagan je u drugom mandatu isto tako intenzivirao napore da se odbace neki od liberalnih standarda 1970-ih godina. Jedan od njih je bilo toleriranje pornografije, a kampanju s ciljem njenog stavljanja van zakona, vodio je glavni državni odvjetnik Edward Meese, osim desničarskih vjerskih vođa, dobila je podršku i od lijevo orijentiranih feministkinja.
Reaganov drugi mandat je također obilježila nova eksplozija narkomanije na američkim ulicama, čemu je pridonijela nova droga po imenu crack. Ona je izazvala nagli porast kriminala i cijeli niz zdravstvenih problema. Reaganova vlada se tom problemu suprotstavila kampanjom zvanom Rat protiv droge, koja je, između ostalog, uključivala pooštrenje zatvorskih kazni za trgovinu drogom i druge zločine. Primjerom federalne vlade su krenule mnoge savezne države, pa je tih godina otpočela intenzivna gradnja novih zatvora i sve češća primjena smrtne kazne.
S druge strane, Reaganova administracija od 1985. godine počela ozbiljnije baviti problemom AIDS-a. To se često tumači činjenicom da je od te bolesti obolio, a kasnije umro Rock Hudson, blizak osobni prijatelj Reaganovih.
Posljednju godinu svog mandata Reagan je uglavnom proveo nastojeći svojom karizmom pomoći Republikanskoj stranci na predsjedničkim izborima. Mnogi njeni članovi su tada javno izražavali žaljenje što se popularni predsjednik ne može kandidirati treći put, pa su, koristeći originalna tumačenja Ustava, sugerirali da bude izabran za potpredsjedničkog kandidata. Od toga, međutim, nije bilo ništa, ali je kandidatura, te kasniji izbor njegovog potpredsjednika Georgea H.W. Busha garantirao svojevrsni kontinuitet njegove politike.

## Poslije predsjedništva
Nakon što je u siječnju 1989. godine napustio Bijelu kuću, Reagan se povukao na svoj ranč u Kaliforniji gdje je vrijeme provodio pišući svoju autobiografiju. Iste godine u nekoliko navrata bio plaćeni govornik za Fujisankei Communications Group u Japanu.
Reagan se nastavio baviti politikom, uglavnom na skupovima podrške Republikanskoj stranci. Posljednji takav događaj je bila republikanska konvencija 1992. godine, kada se Reagan izjasnio za promjene Ustava, uključujući odredbu o ograničenju broja predsjedničkih mandata.
Reagan je svoj posljednji govor održao 3. veljače 1994. godine, a 27. travnja iste godine se posljednji put pojavio u javnosti na pogrebu Richarda Nixona.
Dana 5. studenog 1994. godine je otvorenim pismom američku javnost obavijestio da boluje od Alzheimerove bolesti. Nakon toga je živio u potpunoj izolaciji dok mu je bolest postupno ali neumitno uništavala mentalne sposobnosti. Pred kraj 2003. godine je bolest ušla u završnu fazu, a 5. lipnja 2004. godine je umro od pneumonije. Nakon što mu je odar bio izložen u Washingtonu, sahranjen je u Bel Airu 11. lipnja.
S 93 godine života, Ronald Reagan je najdugovječniji predsjednik u američkoj povijesti.

## Reaganovo nasljeđe
Reagan je još za svog života izazivao prilično oprečne stavove, ali se većina povjesničara slaže da je riječ o jednoj od najznačajnijih ličnosti s kraja 20. stoljeća.
Desničari i konzervativci širom svijeta ga slave kao osobu koja je najzaslužnija za pobjedu Zapada u hladnom ratu, propast SSSR-a, te uspostavljanje demokratskih država u Istočnoj Europi i drugdje u svijetu.
Ljevičari i liberali su ga, pogotovo za vrijeme njegovog prvog mandata, opisivali kao militarista, pustolova i ekstremista koji je svijet umalo doveo na rub nuklearne katastrofe, a neodgovornom fiskalnom politikom SAD. Iz tih krugova se njegove zasluge za propast SSSR-a drže preuveličanim, s obzirom na to da je bila riječ o nastavku politike započete pod Carterom, odnosno da je SSSR ionako bio osuđen na propast.
Simpatije koje je Reagan uživao među svojim pristašama su se, pogotovo nakon njegovog odlaska s dužnosti, proširile čak i na njegove ideološke protivnike, pa Reagan prema većini anketa u SAD danas uživa titulu najboljeg, odnosno najpopularnijeg predsjednika. Toj percepciji je dosta pomogao mandat Georgea W. Busha, s kojim se Reagan u posljednje vrijeme često uspoređuje.

## Reagan i Hrvati
Godine 1966. Hrvati u Kaliforniji podržali su Ronalda Reagana pri izboru za guvernera Kalifornije, a on je bio poznat po tomu da se zalagao za neovisnost malih naroda. No u Hrvatskoj je manje poznato da je još 1968. godine kao guverner vlastoručno potpisao Proklamaciju kojom je dan 10. travnja proglasio "Hrvatskim danom neovisnosti".
U Reaganovoj Proklamaciji Dana hrvatske neovisnosti stoji da se "hrvatski narod još od 7. stoljeća bori za svoju neovisnost i prije gotovo 1000 godina kreirao je jedan od najstarijih parlamentarnih tijela, a to je Sabor. Sedamdesetih godina Hrvatska je bila pod silom i terorom koji provodi Jugoslavija koja je spriječila izbore predstavnika Sabora i lišila je Hrvate osnovnih ljudskih prava samoopredjeljenja, slobodnih izbora, samostalne ekonomije, kulture, religije i jezika. Više od 150.000 Amerikanaca hrvatskog podrijetla živi u Kaliforniji sudjelujući u njenoj ekonomiji, gospodarstvu, kulturnom i političkom razvoju i životu zlatne države Kalifornije. Stoga ja, Ronald Regan, Proklamacijom proglašavam 10. travnja Hrvatskim danom neovisnosti i pozivam sve građane na privrženost i podršku opravdanim težnjama svih ljudi za nacionalnu neovisnost i ljudsku slobodu".

## Vanjske poveznice
|  | Zajednički poslužitelj ima stranicu o temi Ronald Reagan |